# Салон (Об)
Сало́н (фр. Salon) — коммуна во Франции, находится в регионе Шампань — Арденны. Департамент — Об. Входит в состав кантона Мери-сюр-Сен. Округ коммуны — Ножан-сюр-Сен.
Код INSEE коммуны — 10365.
Коммуна расположена приблизительно в 125 км к востоку от Парижа, в 45 км юго-западнее Шалон-ан-Шампани, в 39 км к северу от Труа.

## Население
Население коммуны на 2008 год составляло 150 человек.
| 1962 | 1968 | 1975 | 1982 | 1990 | 1999 | 2008 |
| ---- | ---- | ---- | ---- | ---- | ---- | ---- |
| 185  | 193  | 174  | 154  | 153  | 156  | 150  |

## Экономика
В 2007 году среди 94 человек в трудоспособном возрасте (15—64 лет) 64 были экономически активными, 30 — неактивными (показатель активности — 68,1 %, в 1999 году было 58,4 %). Из 64 активных работали 53 человека (31 мужчина и 22 женщины), безработных было 11 (4 мужчины и 7 женщин). Среди 30 неактивных 3 человека были учениками или студентами, 17 — пенсионерами, 10 были неактивными по другим причинам.

## Достопримечательности
- Церковь Сен-Мартен (XII век). Памятник истории с 1984 года[3]

## Фотогалерея
- Церковь
- Знак на границе между Салоном и Гургансоном (Марна)
- Карта коммуны